# Аннобон (провинция)
Аннобон (исп. Provincia de Annobón; порт. Ano-Bom), ранее называвшийся Anno Bom and Annabona, — провинция (самая маленькая провинция как по площади, так и по населению) Экваториальной Гвинеи, состоящая из острова Аннобон, ранее также называвшегося Пигалу или Пагалу, и связанных с ним островков в Гвинейском заливе. Согласно переписи 2015 года, в Аннобоне проживало 5 314 жителей. Официальный язык — испанский, но большинство жителей говорят на креольском варианте португальского. Основными отраслями промышленности острова являются рыболовство и лесное хозяйство.
Аннобон — единственный остров страны, расположенный в Южном полушарии Атлантического океана. Столица провинции — Сан-Антонио-де-Пале на севере острова; другой город — Мабана, ранее известный как Сан-Педро. Рейд относительно безопасен, и некоторые проходящие суда пользуются им, чтобы получить воду и свежие продукты, которых Аннобон предлагает в изобилии. Тем не менее, в остальную часть Экваториальной Гвинеи не существует регулярного морского сообщения, и суда заходят не чаще, чем раз в несколько месяцев.

## Название
Аннобон получил свое название от Ano Bom (дословно — «Хороший год»). Он был назван в честь даты его открытия португальцами в день Нового года (порт. Dia do Ano Bom) в 1473 году.
В последние годы правления администрации Франсиско Масиаса Нгемы остров назывался Пигалу и Пагалу, от португальского papagaio (попугай). На испанском языке он известен как Provincia de Annobón.

## География и геология
Аннобон — это потухший вулкан, расположенный на границе Камерунской линии примерно в 350 км к западу от мыса Лопес в Габоне и в 180 км к юго-западу от острова Сан-Томе. Главный остров имеет размеры около 6,4 км в длину и 3,2 км в ширину, с площадью около 17 км 2,  его окружают ряд небольших скалистых островков, в том числе Сантарен на юге. Его центральное кратерное озеро называется Лаго А-Пот, а его самая высокая вершина — Киовео, высота которой составляет 598 метров. Остров характеризуется чередой пышных долин и крутых гор, покрытых густыми лесами и пышной растительностью.
Часто считают, что Аннобон располагается в Гвинейском заливе, как и соседние острова Сан-Томе и Принсипи, но формальная граница Гвинейского залива, установленная Международной гидрографической организацией, фактически проходит к северу от него.

## История
Остров был открыт португальцами 1 января 1473 года; от этой даты он получил свое название («Новый год»). Тем не менее, испанский исследователь Диего Рамирес де ла Диас впервые заметил остров в 1470 году и назвал его Сан-Антонио. По-видимому, он был необитаем, пока не был колонизирован португальцами с 1474 года, в основном африканцами из Анголы через остров Сан-Томе. Эти рабы (которых португальцы называли escravos de regate) считаются первыми постоянными жителями Аннобона.
Начиная с начала шестнадцатого века, многие из этих рабов, которые теперь вступали в брак с белыми, породили следующие поколения аннобонцев, которых называли форрос (рабы, собирающиеся стать свободными). Форрос начал развивать свою индивидуальность и социально-экономические полномочия. В этот период также появился креольский аннобонский язык.
Остров был передан Испании по договору Эль-Пардо 1778 года. Договор предоставил Испании контроль над португальскими островами Аннобон и Фернандо-По (ныне Биоко) и побережьем Гвинеи между Нигером и Огове в обмен на согласие Испании с португальской оккупацией территорий в Бразилии к западу от линии, установленной Договором в Тордесильясе. Образованная таким образом испанская колония в конечном итоге будет известна как Испанская Гвинея.
Население острова было враждебно настроено по отношению к испанцам. Когда был поднят испанский флаг, чтобы подтвердить суверенитет Испании, островитяне восстали против вновь прибывших, отчасти потому, что они считались еретиками из-за того, что помещали собак на свой флаг (На самом деле рисунок представляет собой львов). Они изгнали их в соответствии с традицией бросать ведьм в море. Наступило состояние анархии, что привело к соглашению, согласно которому островом управляла группа из пяти туземцев, каждый из которых занимал должность губернатора в течение периода, длившегося до тех пор, пока десять кораблей не высадились на острове. Пока действовало автономное правительство на остров претендовали как Испания, так и Португалия, пока власть Испании не была восстановлена во второй половине 19 века. Остров ненадолго стал частью колонии Элобей, Аннобон и Кориско до 1909 года.

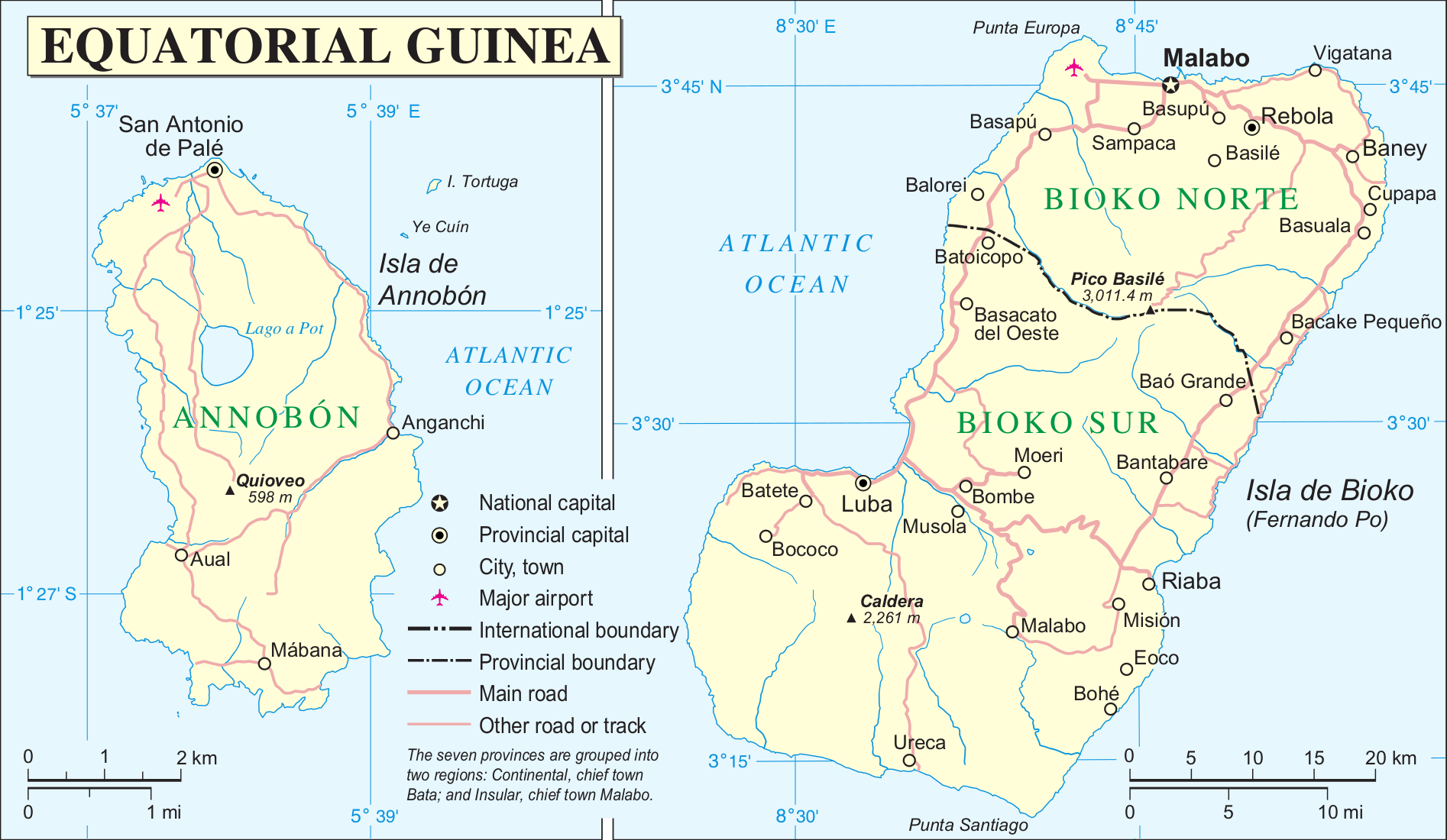
Карта островов Аннобон (слева) и Биоко

Британцы построили форт Святого Антония в 1801 году, который в конечном итоге был признан путем аренды у испанского правительства в 1827 году. База использовалась британцами для контроля за работорговлей в Атлантике.
В последние годы правления Франсиско Масиаса Нгемы, первого президента Экваториальной Гвинеи, остров назывался Пигалу или Пагалу. Население Экваториальной Гвинеи относилось к ним с предубеждением, и некоторые из них начали вступать в сепаратистские движения. В 1993 году центральное правительство изолировало остров, изгнав иностранцев, включая гуманитарные организации. Население взбунтовалось и напало на резиденцию губернатора. Правительство ответило двумя внесудебными казнями. Международное давление ослабило боевые действия, и политические заключенные были освобождены.

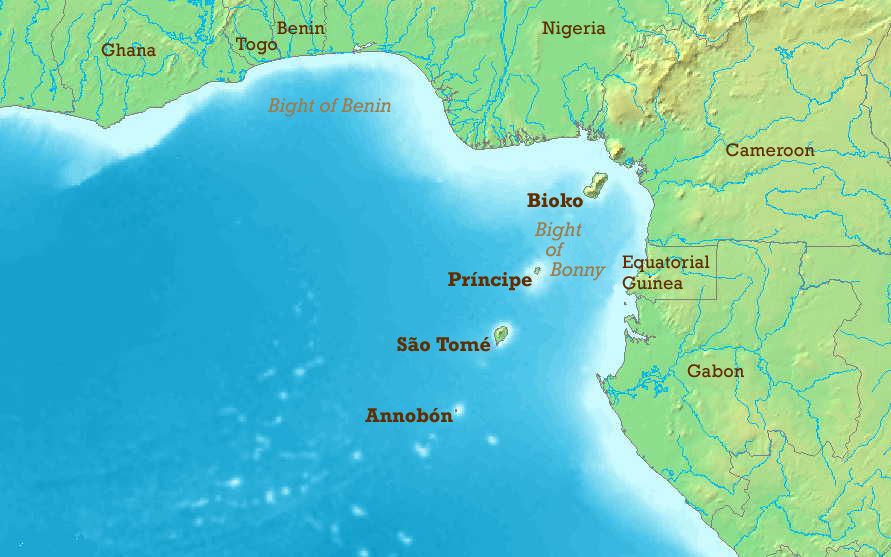
Расположение Аннобона в Гвинейском заливе

В основном из-за этого небольшого острова Экваториальная Гвинея запросила статус наблюдателя сразу после того, как в 1996 году было сформировано Содружество португалоязычных стран, что привело к визиту в Экваториальную Гвинею в 1998 году министра иностранных дел Португалии Хайме Гама. Его историческая, этнографическая и религиозная идентичность отражена в флаге провинции. В 2006 году Экваториальная Гвинея получила статус наблюдателя при поддержке Сан-Томе и Принсипи, она продолжала лоббировать, чтобы стать полноправным членом, вопреки международному давлению, которое хотело изолировать страну из-за нарушений прав человека, став полноправным членом в 2014 году с очень активной поддержкой португалоязычной Африки и с восстановлением португальского языка в качестве официального языка.

## Флора и фауна
Первоначально этот небольшой экваториальный остров в 335 километрах от побережья Габона был необитаем и имел большое биологическое разнообразие. Во время колонизации островитяне использовали плоты или «каюко» (лодки, похожие на каноэ) и охотились на горбатых китов, детенышей китов и других китообразных с гарпунами недалеко от острова.

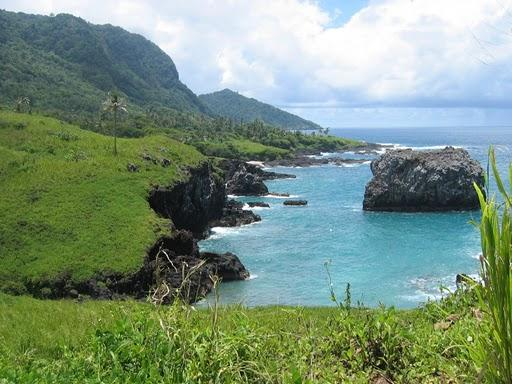
Аннобон в 2011 году

Сегодня аннобонская белоглазка (Zosterops griseovirescens) и аннобонская райская мухоловка (Terpsiphone smithii) являются эндемичными воробьиными (певчими птицами), как и голубь острова Сан-Томе или голубь Малерби (Columba malherbii). На острове обитает 29 видов птиц, а также 2 вида летучих мышей (1 эндемичный); пресмыкающиеся (5 видов-эндемиков): 1 змея, 3 геккона, 2 ящерицы, 3 морские черепахи; речная рыба: 18 видов (1 эндемик); комары, скорпионы и огромные многоножки. К интродуцированным домашним животным относятся рыбы, цесарки, крысы, собаки и кошки. На острове нет местных хищников-млекопитающих. Акулы водятся в окружающем море.
Существует 208 видов сосудистых растений (из которых 15% являются эндемиками), в том числе баобабы, сейба (используемые для строительства каюко), фикусы, папоротники и древовидные папоротники, а также мхи.

## Администрация
Столица провинции — Сан-Антонио-де-Пале (бывший Сент-Энтони). На острове есть два муниципалитете: Сан-Антонио-де-Пале и Мабана; и три общественных совета (Consejos de Poblados): Анганчи, Ауал и Мабана.

Карта Экваториальной Гвинеи с двумя регионами и восемью провинциями. Островное государство Сан-Томе и Принсипи не является частью Экваториальной Гвинеи.

## Население
Жители острова имеют смешанное португальско-ангольское происхождение с некоторой примесью испанцев. Ранние антииспанские настроения в сочетании с изоляцией от материковой части Экваториальной Гвинеи и близостью Сан-Томе и Принсипи, который находится всего в 175 километрах от острова, помогли сохранить культурные связи острова с Португалией. Его культура очень похожа на культуру Сан-Томе и афро-португальских народов Африки. Население католическое, хотя и с некоторыми формами синкретизма, а религиозность остается главной чертой местного образа жизни.
Население острова, по оценкам, составляло 3000 человек на протяжении большей части 19 века.

## Языки
Основным языком острова является португальский креольский язык, известный как аннобонский язык (Fa d'Ambu) или Falar de Ano Bom (португальский язык для аннобонской речи). Португальский креольский активно используется в Аннобоне. Он распространён во всех сферах, кроме правительства и образования, где используется испанский язык. В Аннобоне мало говорят по-испански. Некреолизованный португальский язык используется местными католиками в качестве литургического языка. В феврале 2012 года министр иностранных дел Экваториальной Гвинеи подписал соглашение с IILP (Международным институтом португальского языка) о продвижении португальского языка в Экваториальной Гвинее. Принятие португальского языка последовало за указом президента Экваториальной Гвинеи от 13 июля 2007 года и принятием Конституционного закона 2010 года, согласно которому португальский язык был признан официальным языком Республики.
Аннобонец Хуан Томас Авила Лорел — писатель, размышляющий о своем родном острове. Он пишет по-испански.

## Экономика
Аннобон имеет стратегическое значение для Экваториальной Гвинеи, поскольку правительство Экваториальной Гвинеи претендует на обширную морскую территорию к югу от Сан-Томе и Принсипи (который сам находится к югу от основной суши Экваториальной Гвинеи). Нефть в Гвинейском заливе составляет более 80% экономики Экваториальной Гвинеи, однако некоторые предсказывали, что текущие запасы закончатся до 2020 года. Хотя в настоящее время бурение в Сан-Томе не ведется, его запасы оцениваются в 34 миллиарда баррелей (5 400 000 000 м3) нефти в пределах его морских границ. Экваториальная Гвинея претендует на право разведки и добычи углеводородов на огромном участке моря, окружающем Аннобон, который простирается от 1° северной широты до почти 5° южной широты и от 2° до 7° восточной долготы, что больше, чем вся суша и море в границах остальной части Экваториальной Гвинеи.

## Экология
Согласно различным источникам, есть свидетельства крупномасштабного захоронения токсичных отходов на отдаленном острове Аннобон, по крайней мере, в 1980-х и 1990-х годах. Немецкое издание Der Spiegel от 28 августа 2006 года сообщило, что правительство Экваториальной Гвинеи продало компаниям Великобритании и США разрешения на захоронение 10 миллионов метрических тонн токсичных отходов и 7 миллионов метрических тонн радиоактивных отходов на острове Аннобон. Теодоро Обианг Нгема Мбасого, президент Экваториальной Гвинеи, якобы получает 200 миллионов долларов США в год за продление разрешений, в то время как население Аннобона живет в крайней нищете. В отчёте также приведены доказательства того, что вся экосистема острова вот-вот рухнет из-за массовых сбросов отходов.